# Аксиконус

Диаграмма аксиконической линзы и получаемого луча Бесселя.

Аксиконус — специализированный тип линзы, у которой одна из сторон имеет коническую форму. Аксиконус — отправная точка для линии, идущей вдоль оптической оси, или для преобразования луча лазера в кольцо. Он может быть использован для преобразования луча Гаусса в приближение к лучу Бесселя с хорошим сокращением дифракции.